# 深水長吻鰩
深水長吻鰩（學名：Dipturus acrobelus），為軟骨魚綱鰩目鰩科長吻鰩屬的一種，分布於印度西太平洋澳洲南部海域，深度446至1328公尺，本魚體盤相對較寬，頂端有棱角，寬度為最大體長的66–71%，從第一背鰭起點到尾尖的距離為第一背鰭基長的3-4.2倍，尾鰭長的2.6-3.5倍，成年雄魚和最大的雌魚的圓盤兩面的前緣都有細小的細齒窄帶，上顎齒列35-41列，背部主要為均勻的淺灰色至褐色，腹部呈深褐色或黑色，吻尖比吻部其餘部分顏色深，上唇通常有黑色邊緣的齒帶，腹側感覺孔很小，邊緣暗色不明顯；幼魚的背鰭、尾鰭、尾尖、腹鰭邊緣、以及胸鰭後緣為黑色，體長可達95公分，棲息在大陸棚及大陸坡上層海域，為底棲性魚類，肉食性，卵生，生活習性不明。